# Chase (band)
Chase var et færøsk rockband, som blev dannet i 1988.
Den oprindelige besætning var Edmund Jacobsen sang, Lehnert Kjeldsen guitar, Niclas Johannesen guitar, Mikkjal Joensen bas, James Olsen trommer og Óli Olsen keyboard.
Gruppen spillede nogle vel besøgte koncerter frem til 1992, men blev lagt på is i 1995. I 2000 besluttede Edmund Jacobsen, Niclas Johannesen, Mikkjal Joensen og James Olsen at indspille et nyt album. Resultatet var "Sum Tjóvur Á Nátt", der udkom i 2001. Derefter gik medlemmerne hver til sit. 

## Bandmedlemmer
- 1989 Edmund Jacobsen, Lehnert Kjeldsen, Niclas Johannesen, Mikkjal Joensen, James Olsen og Óli Olsen.
- 1990 Edmund Jacobsen, Lehnert Kjeldsen, Niclas Johannesen, Mikkjal Joensen, James Olsen og Mark Joensen.
- 1991 Edmund Jacobsen, Lehnert Kjeldsen, Niclas Johannesen, Mikkjal Joensen, Bjarki Meitil og Mark Joensen.
- 1992 Edmund Jacobsen, Niclas Johannesen, Mikkjal Joensen, Bjarki Meitil og Stamen Stanchev.
- 1993 Edmund Jacobsen, Niclas Johannesen, Mikkjal Joensen, Bjarki Meitil, Brandur Jacobsen og Stamen Stanchev.

## Udgivelser
- 1992 Chase.
- 2001 Sum Tjóvur Á Nátt.